# 長野県道278号大野田梓橋停車場線
長野県道278号大野田梓橋停車場線（ながのけんどう278ごう おおのだあずさばしていしゃじょうせん）は、長野県松本市と安曇野市を結ぶ一般県道。

## 概要
松本市安曇地域の大野田地区で国道158号から分岐し梓川の左岸を通って同市梓川地域を通って梓橋駅付近に至る。
2013年（平成25年）4月に安曇地域の一部で土砂崩落に被災し長らく復旧の見込みは経っていないことから八景山地区から橋をつくり国道158号と合流するバイパス工事が進められている。

### 路線データ
- 起点：松本市安曇大野田（国道158号交点）
- 終点：大糸線梓橋駅

## 路線状況
旧安曇村内において、2013年4月5日より崩落のため長期通行止めになっている区間がある。

### 利用状況
交通量
| 地点               | 平日12時間        | 平日24時間        |
| 地点               | 2005年度⇒2010年度 | 2005年度⇒2010年度 |
| 松本市梓川梓2288-1 | 1,148台⇒3,884台   | 1,458台⇒5,010台   |

## 通過する自治体
- 松本市
- 安曇野市

## 接続・交差する道路
- 国道158号（起点）
- 長野県道25号塩尻鍋割穂高線（松本市梓川梓字丸田・立田上手町交差点間）
- 長野県道315号波田北大妻豊科線（梓川小学校交差点・松本市梓川倭字北大妻間）
- 長野県道48号松本環状高家線（倭交差点・梓橋西交差点間）
- 長野県道320号倭北松本停車場線（氷室西交差点）
- 長野県道316号梓橋田沢停車場線（梓橋駅入口交差点）

## 周辺
- 大糸線梓橋駅